# Фатьяновка (Рязанская область)
Фатьяновка — село в Спасском районе Рязанской области. Входит в Кутуковское сельское поселение

## География
Находится в центральной части Рязанской области на расстоянии приблизительно 2 км на северо-восток по прямой от районного центра города Спасск-Рязанский на правом берегу Оки.

## История
Отмечалась еще на карте 1840 года. На карте 1850 года показана как поселение Фатьяновой с 4 дворами. В 1897 году здесь (Фотьяновка) было 94 двора.

## Население
Численность населения: 740 человек (1897 год), 221 в 2002 году (русские 92 %), 281 в 2010.